# Veliki Dol, Krško
Veliki Dol je naselje v Občini Krško.